# Nitiobrigesek
A nitiobrigesek ókori kelta nép Aquitániában, az Oltis partján. A Julius Caesar elleni felkeléshez 5000 emberrel járultak hozzá. Fővárosuk Aginum, a mai Agen volt.